# Speyeria conchyliatus
Speyeria conchyliatus är en fjärilsart som beskrevs av Comstock 1925. Speyeria conchyliatus ingår i släktet Speyeria och familjen praktfjärilar. Inga underarter finns listade i Catalogue of Life.